# Suez
Suez (em árabe: السويس Al-Sūwais) é uma cidade portuária no nordeste do Egito, localizada na costa norte do Golfo de Suez (um ramo do Mar Vermelho), próxima ao término do sul do Canal de Suez, tendo os mesmos limites da província de Suez. A cidade possui três portos, Adabya, Ain Sokhna e Port Tawfiq, e extensivas instalações portuárias. Juntas, elas formam uma região metropolitana. Linhas férreas e rodovias ligam a cidade com o Cairo, Port Said e Ismaília. Suez tem uma planta petroquímica, e as suas refinarias de petróleo têm oleodutos que transportam o produto final para o Cairo.
Suez é uma estação de caminho para peregrinos Muçulmanos que viajam de e para Meca.

Era chamada de Kolzum na Antiguidade.

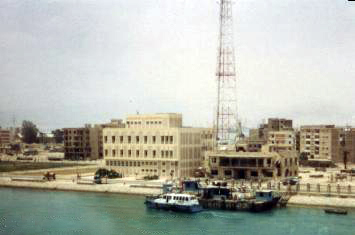
Suez, em 1982

As praças portuguesas na Índia tinham sido atacada pelos otomanos, o que levou o governador Estêvão da Gama (filho de Vasco da Gama) a atacar os muçulmanos, primeiro em Suez, em 1540, depois em Baçente, em 1542, já em conjunto com os etíopes e comandados por Cristóvão da Gama, irmão do governador. O recontro incluía 8000 tropas etíopes de infantaria e 500 de cavalaria, e ainda 70 mosqueteiros e 60 cavaleiros portugueses; este exército era comandado pelo imperador Galawdewos. Do lado otomano, alinharam 14 000 soldados somalis de infantaria e 1200 de cavalaria, e ainda 200 mosqueteiros, comandados pelo imam Ahmad ibn Ibrihim al-Ghazi, que foi morto na batalha.